# Mmakgori
Mmakgori è un villaggio del Botswana situato nel distretto Meridionale, sottodistretto di Barolong. Il villaggio, secondo il censimento del 2011, conta 741 abitanti.

## Località
Nel territorio del villaggio sono presenti le seguenti 3 località:
- Marojane di 8 abitanti,
- Mmakgori Lands di 17 abitanti,
- Ponpong di 14 abitanti